# Tisza (Hunyad megye)
Tisza románul: Tisa, falu Romániában, Erdélyben, Hunyad megyében.

## Fekvése
Jófőtől északnyugatra, Marosillyétől nyugatra, a Maros partján, Szolcsva és Laszó közt fekvő település.

## Története
Tisza nevét 1327-ben említette először oklevél Paul de Tiza, Tiszai Pál szolgabíró nevében, aki később 1329-ben a (Boor Kalán) Bár–Kalán nemzetségből való származását igazolva 1332-ben megkapta Szermonostor harmadrészét. Az oklevelekben szereplő Tisza a Hunyad megyei Tiszával azonosítható, ahol a Maros völgyében fekvő Illyén ugyancsak birtokos volt a Kalán nemzetségbeli Pósa fia Nána is.
1491-ben p. Thyza et Kys Thyza néven, mint Déva vár tartozékát,  Jófő város birtokát, 1733-ban Tisza, 1808-ban Tisza ~ Tiszsza, 1913-ban Tisza néven fordult elő az oklevelekben.
A trianoni békeszerződés előtt Hunyad vármegye Marosillyei járásához tartozott. 1910-ben 954 lakosából 951 román volt, 3 magyar, melyből 949 görög keleti ortodox volt.

## Nevezetesség
- Szentlélek alászállása ortodox fatemplom[1]

## Források

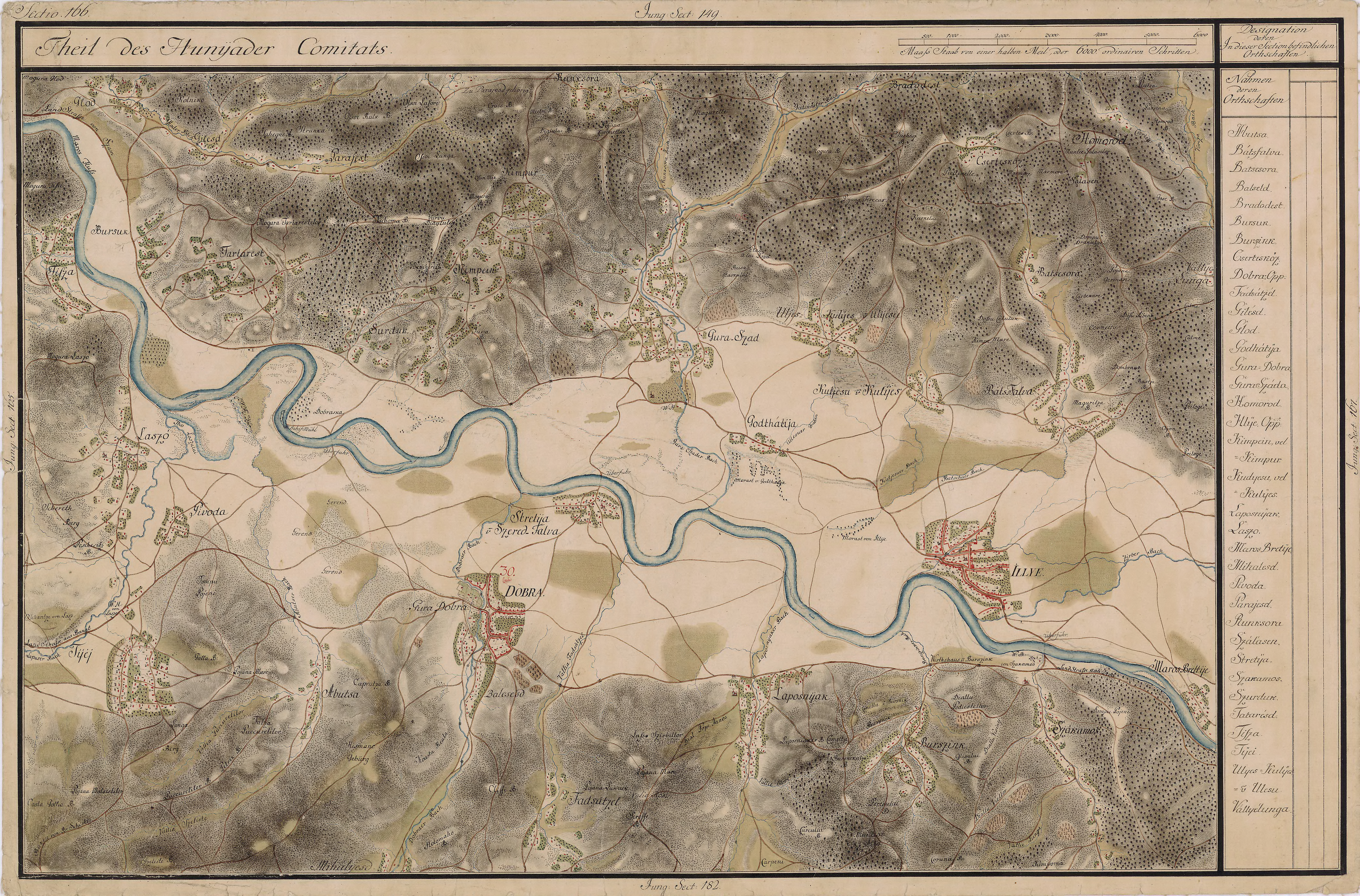
Tisza (Tisa) egy régi térképen